# جیم گتیز

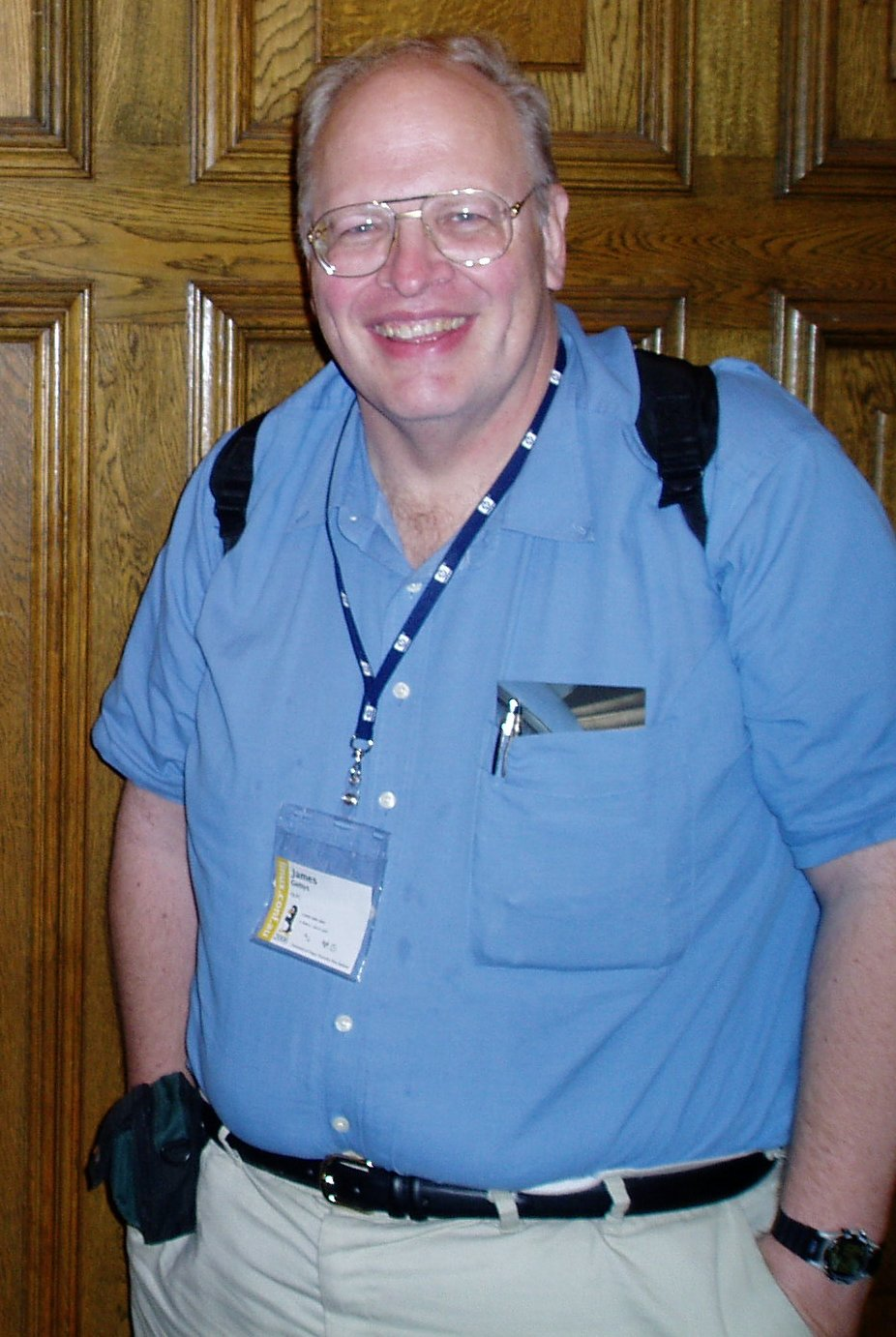
جیم گتیز در linux.conf.au در ژانویه ۲۰۰۶

جیم گتیز (به انگلیسی: Jim Gettys) برنامه‌نویس رایانه آمریکایی در آلکاتل-لوسنت آزمایشگاه‌های بل است. گتیز تا سال ۲۰۰۹، نائب رئیس نرم‌افزاری در پروژه یک لپ‌تاپ برای هر کودک بود که در آنجا بر روی نرم‌افزاری برای ایکس‌او-۱ کار می‌کرد. او یکی از اولین توسعه‌دهندگان سیستم پنجره‌ای اکس در ام‌آی‌تی بود و وقی که پروژه اکس.ارگ آغاز به کار کرد، بر روی آن پروژه هم کار کرد و در آنجا،عضو هیئت مدیره پروژه بود. او قبلاً هم عضو هیئت مدیره پروژه گنوم بوده است.